# مايك جامبريل
مايك جامبريل (بالإنجليزية: Mike Gambrill) مواليد 23 أغسطس 1935 في برايتون - الوفاة 8 يناير 2011 في لندن الكبرى، إنجلترا، كان دراج إنجليزي. سبق أن شارك في دورة الألعاب الأولمبية الصيفية وفاز بميدالية أولمبية.

## الميداليات
| الميدالية | المسابقة                       |
| --------- | ------------------------------ |
| برونزية   | الألعاب الأولمبية الصيفية 1956 |

## روابط خارجية
- مايك جامبريل على موقع أرشيف الدراجات (الإنجليزية)
- مايك جامبريل على موقع أوليمبيديا (الإنجليزية)
- مايك جامبريل على موقع اللجنة الأولمبية البريطانية (الإنجليزية)